# Greeleyville
Greeleyville és una població dels Estats Units a l'estat de Carolina del Sud. Segons el cens del 2000 tenia 452 habitants.

## Demografia
Segons el cens del 2000, Greeleyville tenia 452 habitants, 163 habitatges i 118 famílies. La densitat de població era de 150,4 habitants/km².
Dels 163 habitatges en un 36,8% hi vivien nens de menys de 18 anys, en un 48,5% hi vivien parelles casades, en un 19,6% dones solteres, i en un 27,6% no eren unitats familiars. En el 25,8% dels habitatges hi vivien persones soles l'11% de les quals corresponia a persones de 65 anys o més que vivien soles. El nombre mitjà de persones vivint en cada habitatge era de 2,77 i el nombre mitjà de persones que vivien en cada família era de 3,34.
Per edats la població es repartia de la següent manera: un 31,2% tenia menys de 18 anys, un 7,7% entre 18 i 24, un 25,2% entre 25 i 44, un 23,2% de 45 a 60 i un 12,6% 65 anys o més.
L'edat mediana era de 36 anys. Per cada 100 dones de 18 o més anys hi havia 92 homes.
La renda mediana per habitatge era de 32.375 $ i la renda mediana per família de 32.344 $. Els homes tenien una renda mediana de 27.969 $ mentre que les dones 17.500 $. La renda per capita de la població era de 17.971 $. Entorn del 23,2% de les famílies i el 19,6% de la població estaven per davall del llindar de pobresa.

## Poblacions més properes
El següent diagrama mostra les poblacions més properes.